# Al-Akhdam
Al-Akhdam, Akhdam o Achdam (àrab:) ("els criats," en singular Khadem, el "criat" en àrab; també anomenats Al-Muhamasheen, (Àrab:) "els marginalitzats") és un subgrup àrab que viu al Iemen. Tot i que el Akhdams són musulmans que parlen àrab com els altres iemenites, són considerats com la casta més baixa i són segregats socialment, ja que estan confinats en els pitjors treballs a les principals ciutats del país. Segons estimacions oficials, hi ha entre 500.000 i 3.500.000 àkhdams al Iemen. Els àkhdams són un grup humà de la diàspora africana.

## Orígens

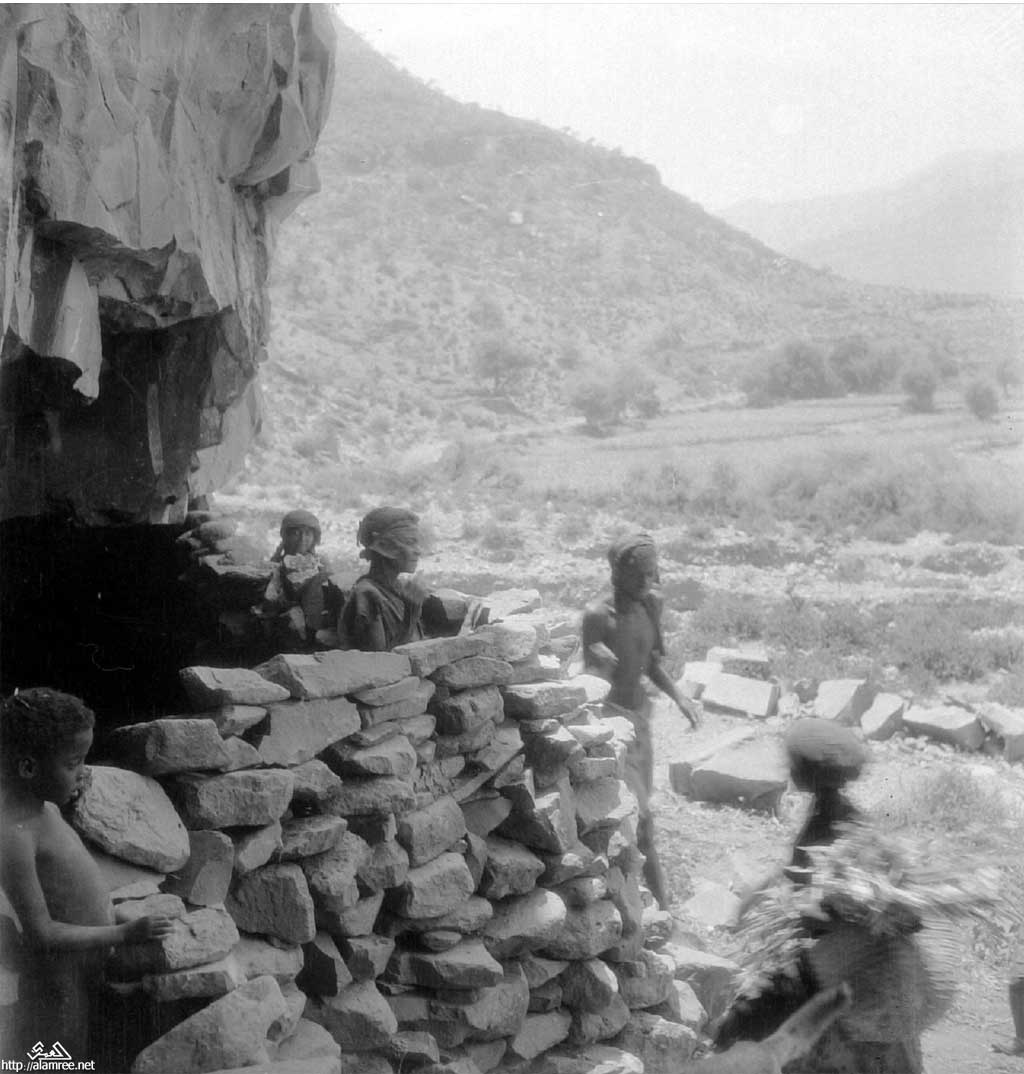
Les coves dels Al-Akhdam a Sanaa el 1942

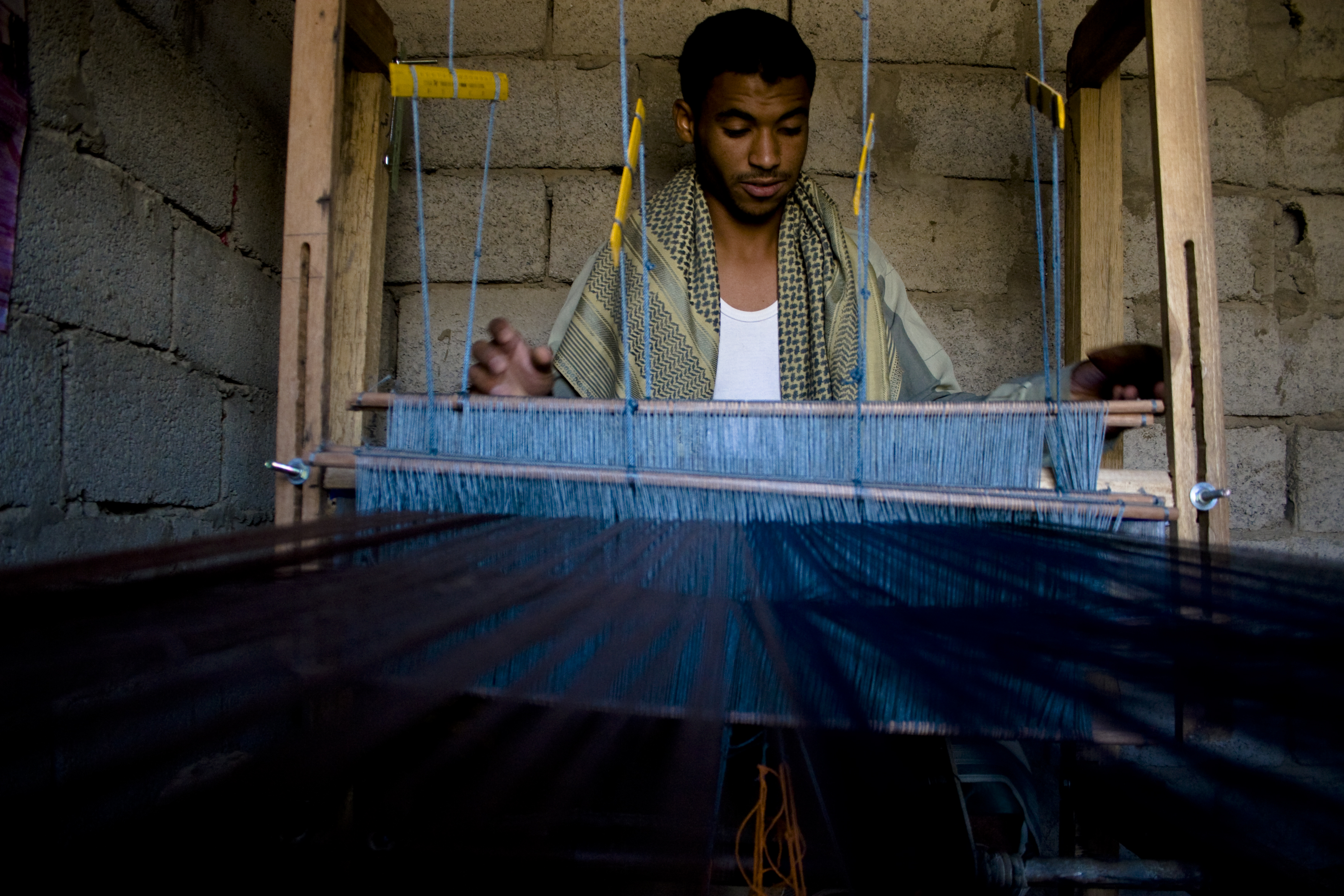
Home Akhdam o Khadem a Ta'izz

Els orígens exactes dels Al-Akhdam és incert. Una de creença popular afirma que són descendents de persones nilòtiques-sudaneses que van acompanyar l'exèrcit abissini durant l'última ocupació del Iemen en el pre-període islàmic. Una vegada que les tropes abissínies foren finalment expulsades al principi de l'era musulmana, alguns dels emigrants sudanesos hi van romandre, aquests serien el poble akhdam. Aquesta creença, tanmateix, va ser negada i fou descrita com un mite per Hamud al-Awdi, sociòleg de la Universitat de Sana'a.

## Discriminació social al Iemen
Antropòlegs com Vombruck han postulat que la història del Iemen i jerarquia social que es va desenvolupar sota diversos règims, incloent-hi el dels Zaidites del Iemen, va crear una societat de castes hereditàries. Encara avui, les persones Al-Akhdam estan al lloc més baix de l'etrat social iemenita.
A mitjans del segle xx, els Akhdams que van viure a la proximitat de al-Gades (un poble exclusivament jueu), els jueus van anomenar-los com "Kano". Mentre un xhafiita podria menjar del mateix plat que el d'un jueu, aquest el trencaria si fos tocat per un akhdam. Tot i això, a les dones jueves, encara els agrada cantar les cançons de les dones ahkhdams.

### Condicions socials
La comunitat Akhdam pateix persecució, discriminació extrema i exclusió social per part de la social iemenita. El menyspreu de les persones Akhdam és expressada per un tradicional Yemeni proverbi: 
"Neteja el vostre plat si és tocat per un gos, però trenca'l si és tocat per un Khadem.″
Encara que les seves condicions socials han millorat una mica als últims temps, dels Al-Akhdams encara són vistos amb estereotips negatius pels iemenites, que han dit que són bruts, immorals i baixos. Els matrimonis entre el iemenites i els Akhdams és tabú i està virtualment prohibit, i els akhdams són considerats com intocables. Els homes que es casen amb dones akhdams pateixen el risc que les seves famílies els expulsin de la seva comunitat..
Avui, al Iemen, els nens nascuts de pares akhdams i iemenites es diuen muwāldedīn i és encara són discriminats.

### Estatus econòmic
En el cas més extrem de la discriminació social, els akhdams són forçats a treballar en feines menors i brutes com escombrar, fer sabates i la neteja de latrines, encara a l'actualitat. Els que estan a l'atur, la majoria, dones, normalment s'han de dedicar a la mendicitat.
Fins i tot els akhdams que treballen no s'estalvien de la discriminació. Els netejadors de carrer akhdams rarament tenen contractes, fins i tot després de dècades de feina, tot i que es suposa que es garanteix contractes a tots iemenites que han fer el servei social de sis mesos. No reben cap benefici quan deixen de treballar.
Els Akhdams resideixen en barris pobres que estan aïllats de la resta de la societat iemenita. Els és molt difícil aconseguir cases amb electricitat, aigua corrent i sistema d'aigües residuals. Així, els Akhdams generalment viure en petites cabanes construïdes amb fusta o roba.

### Condicions sanitàries
A causa de les condicions de vida poc sanitària i a la pobresa, els Akhdams són vulnerables a malalties que es podrien prevenir. El seu índex de mortalitat per malalties que es curen és molt més alt que la mitjana nacional. Molts nens akhdam pateixen malalties com dispnea, malària i polio i el seu índex de mortalitat és alt. La taxa de mortalitat infantil tambe és descriu com "espantós". En un barri akhdam la meitat dels nens menors de 5 anys van morir, un quart dels quals van morir en el seu primer mes de vida.
Estudis de Al-Serouri fan un informe sobre els riscos que tenen els akhdams de contraure el VIH en el que diu que aquests tenen un risc de contraure'l per sobre de la mitjana estatal.

### Reformes contemporànies
Moltes ONGs i organitzacions benèfiques d'altres països com treballen intentant millorar les condicions socials dels Akhdams. Entre aquestes iniciatives hi ha una granja de pollastres, projectes sanitaris, la provisió d'electricitat i classes per a erradicar l'analfabetisme. Molta de l'ajuda que haurien de rebre els akhdams és robada per la corrupció governamental.
Tot i que els funcionaris governamentals admeten que la societat iemenita menysprea històricament els akhdams, insistexen que al país no hi ha discriminació oficial. El govern iemenita ha construït alguna vegada refugis pels akhdams, tot i que s'ha reportat que el 30% de les cases que han rebut les han vengut per a tornar als seus barris originals. Malgrat la suposada absència de discriminació oficial, molts Akhdam es queixen que els funcionaris sovint els deneguen serveis estatals com escoles i hospitals.
Aconseguir la formació d'un partit polític propi per representar-los i intentar alleujar les seves condicions ha estat una fita important. Molts akhdam van participar en la revolta del Iemen de 2011, en les manifestacions i tancades que van omplir les places de Sanaa i de Taizz. Molts confiaven que la revolta els ajudaria a acabar amb el cicle de racisme que els aboca al capdavall de l'escala social.

## Distribució
La majoria dels Al-Akhdam viuen en barris segregats de les perifèries de les principals ciutats del país. La majoria viuen a Sanà, la capital, tot i que també n'hi ha a Aden, Taizz, Lahej, Abyan, al-Hudayda i Mukalla.

## Demografia
Segons estimacions oficials, el 2004 hi havia uns 500.000 akhdams al Iemen. Una organització anomenada "Yemen's Sawa'a Organisation for Anti-Discrimination" estima que el 2013 n'hi havia 3.500.000, que representaven el 11% del total de la població del Iemen.